# Victrix svetlanae
Victrix svetlanae —— вид метеликів родини совок (Noctuidae). Описаний у 2020 році.

## Назва
Вид названо на честь Світлани Кошкіної (1963—2014), матері одного з авторів таксона.

## Поширення
Ендемік Хабаровського краю Росії. Виявлений на території Буреїнського природного заповідника.

## Опис
Вид схожий на V. umovii (Eversmann, 1846) та V. patula (Püngeler, 1907), але відрізняється як зовнішніми ознаками, так і будовою геніталій.